# Station Dijon-Porte-Neuve
Station Dijon-Porte-Neuve is een spoorwegstation in de Franse gemeente Dijon. Het wordt gebruikt door de TER Bourgogne.
Station Dijon-Porte-Neuve is het secundaire station van Dijon; het hoofdstation is station Dijon-Ville.